# 廬隱
廬隱（1898年5月4日—1934年5月13日），本名黃淑儀，又名黃英，女，福州府侯官縣南嶼鄉人，中國五四時期作家。曾與冰心、林徽因齊名並被稱為「福州三大才女」。2003年美國哥倫比亞大學出版的《女作家在現代中國》（Writing Women in Modern China）之中，與蕭紅、蘇雪林和石評梅等人並列為18個重要的現代中國女作家之一。

## 生平

### 早年
她1898年（光緒二十四年）5月4日生於福建省閩侯縣岭东村，有三個哥哥，父親是清舉人黄宝瑛，後任湖南長沙知縣，母親是傳統未受教育的女性。她的祖母在她出生當天過世。1903年（光緒二十九年），廬隱6歲時，父親任職三年後因心臟病過世，家人則前往北京投靠舅舅力钧，她舅舅時任農工商部員外郎。1909年（宣統元年），廬隱12歲時，她進入美國教會所創辦的慕貞書院小學部就讀，並信仰基督教。

### 求學、任教與第一段婚姻
她於1913年（15歲）考上女子師範學校就讀，1917年畢業之後先後擔任北平公立女子中學、安徽安慶小學 及河南開封女子師範學校的教職，並於1919年（22歲）考上北京女子高等師範學校（今北京師範大學）國文系旁聽生，並經過學期考試之後升為正班生，當屆同為旁聽生的同學有著名作家蘇雪林。她在學校接觸許多社會主義著作，經常參加群眾集會和游行活動，並成為北京女子高等師範學校的學生代表。1921年（24歲）加入由鄭振鐸、茅盾、葉聖陶與許地山等人創立的文學研究會，為第13號會員。
1922年（25歲）大學畢業之後，她到安徽宣城中學任教，半年後回到北京師範大學附屬中學任教。1923年（26歲）夏天，她與在文學研究會結識的北京大學學生代表基尔特社会主义者郭夢良 不顧雙方親友的反對，於上海一品香旅社結婚。1924年（27歲），生下女兒郭薇萱。但郭夢良於次年因腸胃病（一說肺病）逝世。

### 文壇初鳴
廬隱是黃淑儀在大學時代開始用的筆名，有「取隱去廬山真面目」之意。廬隱從大學時期開始就在許多報章雜誌發表文章，內容由散文、小說、新詩到雜論不等。她於1925年（郭夢良逝世那年）發表第一本著作《海濱故人》，是短篇小說集，描寫五位女大學生對於愛情與婚姻的思索與掙扎。這本小說奠定她在文壇的基礎。郭夢良逝世之後，她到郭夢良的福州老家居住，任教於福州女子師範。但她與具有傳統想法的郭夢良家庭成員相處不好，1926年回到上海，於大夏大學任教。1927年（30歲）回到北京擔任北京市立女子第一中學校長半年。次年她辞职，到北京师范大学附属中学教书。 她还任过平民教育促进会文字编辑。
她和朋友们开办了华严书店。书店开张前，他们办了《华严半月刊》，庐隐任编辑。她的创作多发表于北京《晨报》副刊和好友石评梅所办《蔷薇周刊》。短篇作品集成一册《曼丽》出版。

### 婚姻与逝世
1928年，她经林宰平教授认识了清华大学西洋文学系学生、青年诗人李唯建。1930年秋，他们结婚。婚后他们到日本住在东京郊外，她怀一女，取名‘瀛仙’（即恕先）。不久他们回国，住在杭州西子湖畔。1931年夏，他们离开杭州到上海，经刘大杰介绍，庐隐到工部局女中教授國文。
1934年5月13日，她在上海因难产手术后流血不止而在大華醫院逝世。

## 著作年表[7]

### 1920年
- 〈「女子成美會」希望於婦女〉(《晨報副刊》，2月19日，雜論)
- 〈利己主義與利他主義〉 (《北京女子高等師範文藝會刊》，4月1日第2期，雜論)
- 〈金陵〉(《北京女子高等師範文藝會刊》，4月1日第2期，新詩)
- 〈思想革新的原因〉(《人道》，8月5日第1號，雜論)
- 〈新村底理想與人生底價值〉(《批評》，12月5日第4號「新村號」，雜論)

### 1921年
- 〈勞心者與勞力者〉(《批評》，1月11日第6號，雜論)
- 〈海洋裡底一齣慘劇〉(《時事新報》，1月25~26日，小說)
- 〈一個著作家〉(《小說月報》，2月10日第2卷第2號，小說)
- 〈近世戲劇的新傾向〉(《北京女子高等師範文藝會刊》，4月1日第3期，雜論)
- 〈小說的小經驗〉(《時事新報‧文學旬刊》，5月29日第3期，雜論)
- 〈一封信〉(《小說月報》，6月10日第12卷第6號，小說)
- 〈一個病人〉(《時事新報‧文學旬刊》，6月30日第6期，小說)
- 〈紅玫瑰〉(《小說月報》，7月10日第12卷第7號，小說)
- 〈創作的我見〉(《小說月報》，7月10日第12卷第7號，雜論)
- 〈月夜裡的簫聲〉(《時事新報‧文學旬刊》，7月30日第9期，小說)
- 〈整理舊文學與創造新文學〉(《時事新報‧文學旬刊》，7月30日第9期，雜論)
- 〈兩個小學生〉(《小說月報》，8月10日第12卷第8號，小說)
- 〈「作什麼？」〉(《時事新報‧文學旬刊》，8月10日第10期，小說)
- 〈砍柴的女孩〉(《時事新報‧文學旬刊》，8月10日第10期，新詩)
- 〈哀音〉(《時事新報‧文學旬刊》，9月1日第13期，小說)
- 〈王阿大之死〉(《時事新報‧學燈》，9月4~6日，小說)
- 〈靈魂可以賣嗎？〉(《小說月報》，11月10日第12卷第11號，小說)
- 〈祝晨報第三週(年)的紀念〉(《晨報副刊》，12月1日，新詩)
- 〈思潮〉(《小說月報》，12月10日第12卷第12號，小說)

### 1922年
- 〈餘淚〉(《小說月報》，6月10日第13卷第6號，小說)
- 〈一個女教員〉(《時事新報‧文學旬刊》，2月1日、3月1日第29、30期，小說)
- 〈一個夜裡的印象〉(文學研究會編《小說匯刊》，商務印書館，5月初版，小說)
- 〈郵差〉(文學研究會編《小說匯刊》，商務印書館，5月初版，小說)
- 〈傍晚的來客〉(文學研究會編《小說匯刊》，商務印書館，5月初版，小說)
- 〈一個快樂的村庄〉(文學研究會編《小說匯刊》，商務印書館，5月初版，小說)
- 〈碧濤之濱〉(《學藝》，9月第4卷第3號，散文)
- 〈靈魂的傷痕〉(《時事新報‧文學旬刊》，8月11日第46期，散文)
- 〈悠悠的心〉(《時事新報‧文學旬刊》，8月21日第47期，新詩)
- 〈東遊得來的禮物〉(《時事新報‧文學旬刊》，9月1日第48期，散文)
- 〈華嚴瀧下〉(《時事新報‧文學旬刊》，9月11日第49期，散文)
- 〈海邊的談話〉(《時事新報‧文學旬刊》，9月21日第50期，散文)
- 〈最後的光榮〉(《時事新報‧文學旬刊》，10月10日第52期，散文)
- 〈月下的回憶〉(《小說月報》，10月10日第13卷第10號，散文)
- 〈月下〉(《時事新報‧文學旬刊》，11月10日第55期，散文)
- 〈或人的悲哀〉(《小說月報》，12月10日第13卷第12號，小說)

### 1923年
- 〈徬徨〉(《小說月報》，1月10日第14卷第1號；又載《北京週報》(日文版)，3月4、11日，小說)
- 〈離開東京的前一天〉(《時事新報‧文學旬刊》，3月21日第68期，散文)
- 〈浮桑印影〉(《學藝》，4月第4卷第10號，散文)
- 〈最後的命運〉(《晨報副刊‧文學旬刊》，6月1日，散文)
- 〈麗石的日記〉(《小說月報》，6月10日第14卷第6號，小說)
- 〈月色與詩人〉(《晨報副刊‧文學旬刊》，6月11日，雜論)
- 〈中國小說史略〉(連載於《晨報副刊‧文學旬刊》，6月21日、7月1日、7月11日、7月21日、8月1日、8月11日、8月21日、9月1日、9月11日；又以〈中國歷代小說〉為題，連載於《北京週報》(日文版)，8月5日~10月19日，雜論)
- 〈流星〉 (《晨報副刊‧文學旬刊》，10月1日、10月12日、10月21日、11月21日、12月21日，小說)
- 〈秋別〉 (《晨報副刊》，10月7日，新詩)
- 〈寂寞〉 (《晨報副刊》，10月7日，新詩)
- 〈海濱故人〉(《小說月報》，10月10日第14卷第10號、12月10日第14卷第12號，小說)
- 〈淡霧〉(《晨報五週年紀念增刊》，12月1日，小說)
- 〈新的遮攔〉(《星海》，12月10日，小說)
- 〈將我的苦惱埋葬〉(《晨報副刊‧文學旬刊》，12月11日，新詩)

### 1924年
- 〈寄一星〉(《晨報副刊‧文學旬刊》，1月11日，散文)
- 〈灰色的路程〉(《東方雜誌》，1月25日第21卷第2號，小說)
- 〈中國的婦女運動問題〉(《民鐸》，3月1日第5卷第1號，雜論)
- 〈淪落〉(《小說月報》，4月10日第15卷第4號，小說)
- 〈舊稿〉(《小說月報》，5月10日第15卷第5號，小說)
- 〈前塵〉(《小說月報》，6月10日第15卷第6號，小說)
- 〈醉鬼〉(《時事新報‧文學週報》，6月30日第128期，小說)

### 1925年
- 〈父親〉(《小說月報》，1月10日第16卷第1號，小說)
- 〈海濱消息——寄波微〉(《京報副刊‧婦女週刊》，3月，散文)
- 〈幽弦〉(《小說月報》，5月10日第16卷第5號，小說)
- 〈勝利以後〉(《小說月報》，6月10日第16卷第6號，小說)
- 〈囈語〉(《京報副刊‧婦女週刊》，9月2日，散文)
- 〈秦教授的失敗〉 (《小說月報》，10月10日第16卷第10號，小說)
- 〈危機〉(《小說月報》，12月10日第16卷第12號，小說)
- 《海濱故人》[8](商務印書館，7月初版，短篇集)
- 〈詩人李白〉(《小說月報》號外「中國文學研究專號」，雜論)
- 〈郭君夢良行狀〉(《時事新報‧學燈》，12月7日，祭文)

### 1926年
- 〈寄天涯一孤鴻〉(《小說月報》，10月10日第17卷第10號，散文)
- 〈靈海潮汐致梅姐〉 (《小說月報》，11月10日第17卷第11號，散文)
- 〈寂寞〉(《小說月報》，12月10日第17卷第12號，小說)

### 1927年
- 〈藍田的懺悔錄〉(《小說月報》，1月10日第18卷第1號，小說)
- 〈何處是歸程〉(《小說月報》，2月10日第18卷第2號，小說)
- 〈文學與革命〉(《國聞週報》，5月22日第4卷第19期，雜論)
- 〈月夜孤舟〉(《薔薇週刊》，5月24日第2卷第26期，散文)
- 〈秋風秋雨愁煞人〉(《薔薇週刊》，6月14日第2卷第29期，小說)
- 〈憔悴梨花風雨後〉[9](《薔薇週刊》，6月21、28日第2卷第30、31期，小說)
- 〈吊英雄〉(《薔薇週刊》，7月5日第2卷第32期，新詩)
- 〈愁情一縷付征鴻〉(《薔薇週刊》，7月26日第2卷第35期，散文)
- 〈婦女的平民教育〉(《教育雜誌》，第19卷第9號「平民教育專號」，雜論)
- 〈歸途〉(《薔薇週刊》，10月18日第3卷第46期，隨筆)
- 〈英雄淚〉(《薔薇週刊》，12月5日第2卷第47期，新詩)
- 〈研究文學的方法〉(《薔薇週年紀念增刊》，雜論)
- 〈公事房〉(《薔薇週年紀念增刊》，小說)
- 〈犧牲〉(《薔薇週年紀念增刊》，劇本)

### 1928年
- 《曼麗》[10](北平古城書社，1月發行，短篇集)
- 〈寄波微〉(《薔薇週刊》，1月16日第3卷第53期，散文)
- 〈偵探〉(《薔薇週刊》，2月28日第3卷第58期，小說)
- 《婦女的平民教育》[11](商務印書館，4月，單行本)
- 〈弱者之呼聲〉(《薔薇週刊》，6月2日第4卷《國恥紀念特刊》，新詩)
- 〈雪恥之正當途徑〉(《薔薇週刊》，6月2日第4卷《國恥紀念特刊》，雜論)
- 〈祭獻之辭〉(《世界日報》，12月《石評梅女士紀念特刊》，祭文)
- 〈石評梅傳略〉(《世界日報》，12月《石評梅女士紀念特刊》，傳記)
- 〈雨夜〉(《小說月報》，12月10日第19卷第12號，小說)

### 1929年
- 〈素心蘭——夜的奇蹟之一〉(《鴞》，1月9日第4期，散文)
- 〈雲蘿姑娘〉(《小說月報》，1月10日第20卷第1號，小說)
- 〈文學家的使命〉(《華嚴月刊》，1月20日第1卷第1期，雜論)
- 〈夜的奇蹟〉(《華嚴月刊》，1月20日第1卷第1期，散文)
- 〈歸雁〉(《華嚴月刊》，1月20日第1卷第1~8期，小說)
- 〈畸侶先生〉(《真善美》，2月2日紀念一週年號外「女作家號」，小說)
- 〈星夜〉(《華嚴月刊》，2月20日第1卷第2期，散文)
- 〈美麗的姑娘〉(《華嚴月刊》，2月20日第1卷第2期，散文)
- 〈病中〉(《河北民國日報副刊》，2月28日第65號，小說)
- 〈空虛——夜的奇蹟之一〉(《河北民國日報副刊》，3月1日第66號，新詩)
- 〈漠然——夜的奇蹟之一〉(《河北民國日報副刊》，3月5日第69號，新詩)
- 〈乞丐〉(《華嚴月刊》，3月20日第1卷第3期，小說)
- 〈春的警鐘〉(《華嚴月刊》，4月20日第1卷第4期，散文)
- 〈樹蔭下〉(《認識週報》，5月15日第1卷第16號，小說)
- 〈衝突〉(《華嚴月刊》，5月20日第1卷第5期，劇本)
- 《介之推》(中華平民教育促進會，6月初版，平民讀物)
- 《不幸》(中華平民教育促進會，6月初版，平民讀物)
- 《穴中人》(中華平民教育促進會，6月初版，平民讀物)
- 〈秋聲〉(《華嚴月刊》，6月20日第1卷第6期，散文)
- 〈我生活在沙漠上〉(《華嚴月刊》，7月20日第1卷第7期，散文)
- 〈青春的權威者〉(《華嚴月刊》，8月20日第1卷第8期，散文)
- 〈亡命〉(《華嚴月刊》，8月20日第1卷第8期，散文)
- 《婦女生活的改善》(中華平民教育促進會，10月初版，平民讀物)
- 〈來呵！我的愛人〉(《薔薇週刊》，9月10日第126期，新詩)
- 〈去年今日——悼石評梅〉(《世界日報‧評梅逝世週年紀念特刊》，10月6日，散文)

### 1930年
- 〈人間天堂〉(《益世報》，1月3~9日；又以〈地上的樂園〉為題，載《新月》，6、7月第3卷第5、6期，小說)
- 〈雲鷗的通信〉(《益世報》，2月14日~4月8日)
- 《歸雁》[12](神州國光出版社，3月，中篇小說)
- 〈東京小品‧一、咖啡店，二、廟會，三、鄰居，四、沐浴〉(《婦女雜誌》，12月第16卷第12號)

### 1931年
- 《靈海潮汐》[13](上海開明書店，1月初版，短篇集)
- 《雲鷗情書集》[14](廬隱、李唯建合著)(神州國光社，2月初版，書信集)
- 〈井之頭公園〉(《晨報副刊‧學園》，2月25日第16號，散文)
- 〈幾句實話〉(《晨報副刊‧學園》，3月26、27日第45、46號，散文)
- 〈蘋果爛了〉(《小說月報》，5月10日第22卷第5號，小說)
- 〈象牙戒指〉(未完)(《小說月報》，6、7、8、9、11、12月10日第22卷第6、7、8、9、11、11號，小說)
- 〈東京小品‧五、櫻花樹頭〉(《婦女雜誌》，第17卷第5號，散文)
- 〈東京小品‧六、那個怯弱的女人〉(《婦女雜誌》，第17卷第6號，散文)
- 〈東京小品‧七、柳島之一瞥，八、井之頭公園〉(《婦女雜誌》，第17卷第7號，散文)
- 〈東京小品‧九、烈士夫人〉(《婦女雜誌》，第17卷第10號，散文)

### 1932年
- 〈擱淺的人們〉(《讀書雜誌》，1月10日第2卷第1期，小說)
- 〈豆腐店的老闆〉(《讀書雜誌》，4月1日第2卷第4期，小說)
- 〈飄泊的女兒〉(《申江日報‧海潮》，9月18日第1號，小說)
- 〈雲端一白鶴〉(《申江日報》第4版，9月18日，古詩)
- 〈異國秋思〉(《申江日報‧海潮》，9月25日第2號，散文)
- 〈給我的小鳥兒們〉(《華年週刊》，10月1日第1卷第25期，散文)
- 〈碧波〉(《申江日報‧海潮》，10月23日第4號，小說)
- 〈補襪子〉(《申江日報‧海潮》，10月26日第6號，小說)
- 〈野妓拉客〉(《申江日報‧海潮》，10月30日第7號，小說)
- 〈秋光中的西湖〉(《申江日報‧海潮》，11月13日第9號，散文)
- 〈給我的小鳥兒們(二)〉(《申江日報‧海潮》，11月20日第11號，散文)
- 〈給我的小鳥兒們(三)〉(《申江日報‧海潮》，12月11日第13號，散文)
- 〈跳舞場歸來〉(《申江日報‧海潮》，12月25日第15號，小說)
- 〈小小的吶喊〉(《女聲》，12月第1卷第6號，小說)

### 1933年
- 〈人生的夢的一幕〉(《申江日報‧海潮》，1月8日第17號，小說)
- 〈前途〉(《前途》，1月10日創刊號，小說)
- 〈一個情婦的日記〉(《申江日報‧海潮》，1月15日、1月22日、2月5日、2月19日、2月26日第18、19、20、22、23號，小說)
- 〈好丈夫〉(《女聲》，1月15日第1卷第7期，小說)
- 〈一段春愁〉(《時代畫報》，2月1日第3卷第11期，小說)
- 〈女人的心〉(《時代畫報》，2月14日～5月5日，小說)
- 《女人的心》[15](四社出版社，6月，中篇小說)
- 《玫瑰的刺》[16](中華書局，3月，中、短篇集)
- 〈今後婦女的出路〉(《女聲》，3月16日第1卷第12期，雜論)
- 《水災》(中華平民教育促進會，3月初版，平民讀物)
- 〈上海工部局女中年刊發刊詞〉(《上海工部局女中年刊》，5月2日創刊號，序言)
- 〈著作家的修養〉(《上海工部局女中年刊》，5月2日創刊號，序言)
- 〈丁玲之死〉(《時事新報‧青光》，7月2日，雜論)
- 〈災還不夠〉(《時事新報‧青光》，7月7日，雜論)
- 〈屈伸自如〉(《時事新報‧青光》，7月14日，雜論)
- 〈監守自盜〉(《時事新報‧青光》，7月21日，雜論)
- 〈愧〉(《時事新報‧青光》，7月28日，雜論)
- 〈戀愛不是遊戲〉(《時事新報‧青光》，8月4日，雜論)
- 〈花瓶時代〉(《時事新報‧青光》，8月11日，雜論)
- 〈我願秋常駐人間〉(《時事新報‧青光》，8月18日，雜論)
- 〈男人和女人〉(《時事新報‧青光》，8月25日，雜論)
- 〈代三百萬災民請命〉(《時事新報‧青光》，9月1日，雜論)
- 〈水災〉(《女聲》，9月1日第1卷第23期，小說)
- 〈中學時代生活的回憶〉(《女聲》，9月16日第1卷第24期，散文)

### 1934年
- 〈我的創作經驗〉(《女青年月刊》，3月第13卷第3期，雜論)
- 〈窗外的春光〉(《人間世》，4月5日第1期，散文)
- 〈讀詩偶得〉(《人間世》，5月2日第4期，散文)
- 《象牙戒指》[17](商務印書館，5月，長篇小說)

### 逝世後

#### 1934年
- 〈少女的哀怨〉(《一周間》，創刊號，譯詩)
- 〈夏天最後的一朵玫瑰〉(《一周間》，創刊號，譯詩)
- 〈我第一次所認識的社會〉(《新夜報》，5月14日，散文)
- 〈夢〉(《新夜報》，5月14日，散文)
- 〈咖啡店〉(《新夜報》，5月14日，散文)
- 《廬隱自傳》(第一出版社，6月15日，自傳)
- 〈往事〉[18](《現代女性》，7月創刊號，小說)

#### 1935年
- 《格列佛遊記》(中華書局，3月，譯作)
- 《東京小品》[19](北新書局，9月初版，短篇集)
- 〈廬隱血淚遺書手跡〉[20](《時代畫報》，11月5日第8卷第10期，書信)
- 〈蓬萊風景線〉(收錄於《當代女作家隨筆》，上海中央書局，散文)

#### 1936年
- 《火焰》(北新書局，1月，長篇小說)

## 延伸閱讀

### 專書
- 盧君，《廬隱新傳 : 驚世駭俗才女情》，臺北市 : 新潮社，1996年
- 肖凤，《庐隐 李唯建》，北京市 : 中国青年，1994年
- 陳慧文，《廬隱的女同性愛文本》，清華大學中文研究所碩士論文，2002年
- 蘇麗明，《廬隱及其小說研究》，輔仁大學中國文學研究所碩士論文，1995年
- 陳碧月，《五四時期與新時期大陸女性婚戀小說之女性意識研究》，中國文化大學中國文學研究所博士論文，2001年
- 鄭宜芬，《五四時期（1917-1927）的女性小說研究》，國立政治大學中文系碩士論文，1995年
- 柯惠鈴，《性別與政治:近代中國革命運動中的婦女(1900s-1920s)》，國立政治大學歷史研究所博士論文，2004年
- 盧啟元、徐志超編，《廬隱、馮沅君、綠漪、凌叔華作品欣賞》，南寧：廣西教育出版社，1988年
- 劉乃慈，《第二/現代性:五四女性小說研究》，淡江大學中文系碩士論文，2002年
- 盧啟元、徐志超選評編輯，《反封建的春雷細雨 : 蘇雪林，廬隱，凌叔華，馮沅君》，臺北市 : 海風，1992年

### 期刊論文
- 三宝政美，〈近・現代中国人の見た日本 : 黄盧隱「東京小品」〉，《富山大学人文学部紀要》，Vol.24 pp. 340–362 1996年
- 雷卫军，〈血脉相通的个性世界—庐隐与萧红的散文比较〉，《浙江广播电视高等专科学校学报》，Vol.8 No.3 pp. 53–55 2001年
- 王春梅，〈中国现当代女性文学对女性本真生命状态的“寻找”〉，《辽宁工程技术大学学报：社会科学版》，2004年 6卷3期 307-309页
- 孙丽君，〈试析庐隐人生小说的“焦虑情结”〉，《山东电大学报》，1997年 1期 26-29页
- 施津菊，〈女性文学的主体性建构与社会认同〉，《文艺争鸣》，2004年 6期 40-43页
- 董正宇，〈“学者散文”：情理的契合与冲突〉，《南华大学学报：社会科学版》，2001年 2卷3期 85-88页
- 劉人鵬，〈「西方美人」慾望裏的「中國」與「二萬萬女子」--晚清以迄五四的國族與「婦女」〉，《清華學報》，30卷1期 2000年3月  頁1-49
- 房智慧(Fang, Chih-hui)，〈Sisterhood in Early Twentieth-Century Chinese Literature〉（二十世紀初中國文學中的姊妹情誼），《景文學報》，17卷1期 2006年12月  頁77-95
- 陸晶清，〈淺談廬隱及其作品〉，載於肖鳳編，《廬隱》(pp. 1)。香港：生活.讀書.三聯書店香港分店、人民文學出版社聯合編輯出版，1983年
- 蘇麗明，〈冰心與廬隱的問題小說比較〉，《輔仁中研所學刊》。1995年，4期 pp. 321–333。